# Olympia-Radstadion
Het Olympia-Radstadion, tussentijds ook Event-Arena genoemd, was een Duitse velodroom in München gebouwd voor wielersport op de Olympische Zomerspelen 1972 en afgebroken in 2015.
De wielerbaan gelegen in het Olympiapark in het stadsdeel Milbertshofen-Am Hart werd gebouwd tussen 1970 en 1972. Het stadion was een ontwerp van de tijdelijke architectenassociatie Beier, Dahms, Grube, Harden, Kaiser en Laskowski. De 7,5 meter brede baan werd ontworpen door Herbert Schürmann en had een lengte van 285,714 m. (7 ronden zijn dan 2.000 meter) Ze was uitgevoerd in Doussié-Afzelia-edelhout.
De tribunes met 3.051 zitplaatsen en 1.106 staanplaatsen bood ruimte voor 4.157 toeschouwers.
Na de Olympische Spelen van 1972 werd de wielerbaan ingezet als tennisbaan (met vier velden op het middenplein), expositieruimte voor kunst, polyvalente zaal en congrescentrum. In 1978 vonden er de WK baanwielrennen plaats. In december 2014 besloot het stadsbestuur van München tot afbraak om plaats te maken voor een polyvalente zaal en ijshal. De afbraak ging door van april tot augustus 2015.